# Tadeusz Koziebrodzki
Tadeusz Bolesta-Koziebrodzki (ur. 28 marca 1860 w Chlebowie, zm. 30 czerwca 1916 w Tybindze) – polski hrabia, dyplomata Austro-Węgier, szambelan dworu cesarskiego.

## Życiorys
Tadeusz Koziebrodzki urodził się 28 marca 1860 w Chlebowie. Miał braci Leopolda (także dyplomatę), Jana (pułkownik, poległy podczas I wojny światowej).
W latach 1877–1881 studiował prawo w Krakowie i Pradze. W 1882 uzyskał stopień doktora praw na Uniwersytecie Jagiellońskim, po czym wyjechał do Wiednia, gdzie pogłębiał wiedzę prawniczą.
W 1884 zdał egzamin dyplomatyczny i podjął pracę w C. K. Ministerstwie Spraw Zagranicznych. Od tego roku pracował jako attaché (bez uposażenia) w Londynie i Brukseli. W 1887 otrzymał charakter attaché poselstwa z uposażeniem. W 1888 został przeniesiony do Paryża, gdzie mianowano go honorowym sekretarzem legacyjnym. W przeniesiony do Konstantynopola. W 1893 został sekretarzem legacyjnym w poselstwie w Dreźnie. Od 1895 przekierowany do Londynu, gdzie otrzymał tytuł radcy poselstwa. W 1896 przetransferowany z powrotem do Brukseli. W 1896 został mianowany radcą legacyjnym drugiej kategorii, a w 1899 pierwszej kategorii. W tym samym roku otrzymał tytuł i charakter posła nadzwyczajnego i ministra upełnomocnionego. Przebywał w Wiedniu do 1904, kiedy został przydzielony do poselstwa w  Paryżu. W grudniu tego roku przybył do Kairu jako agent dyplomatyczny i konsul generalny 1 klasy. W 1906 informowano o przeniesieniu hrabiego z Kairu na stanowisko przedstawiciela dyplomatycznego Austro-Węgier w Bukareszcie, jednak w 1908 został w Kairze posłem nadzwyczajnym i ministrem upełnomocnionym. Stamtąd 21 marca 1909 w dotychczasowym charakterze posła nadzwyczajnego i ministra upełnomocnionego udał się na dwór wirtemberski w Stuttgarcie i pozostał tam posłem Austro-Węgier do końca życia. Równocześnie zastępował Austro-Węgry przy dworach Badenii w Karlsruhe i Hesji w Darmstadt. Wyjątkiem od tego było krótka delegacja w charakterze posła Austro-Węgier w 1911, gdy odbył specjalną misję na dwór króla Syjamu (Vajiravudh) z okazji jego koronacji.
W 1885 otrzymał godność c. k. podkomorzego. W 1912 otrzymał tytuł c. k. tajnego radcy. Został oficerem c. i k. armii, służył w 10 pułku dragonów (jako porucznik) i w 5 pułku huzarów (jako rotmistrz). Z początkiem 1890 jeszcze jako podporucznik rezerwy został przeniesiony w stan nieczynny obrony krajowej.
W 1899 występował z inicjatywą budowy w Krakowie pomnika Franciszka Józefa jako wyrazu wdzięczności społeczeństwa Galicji za udzielone koncesje autonomiczne. W czasie, gdy pracował w Kairze wspierał pracujących tam polskich egiptologów w tym Tadeusza Smoleńskiego. Wysłał też do Akademii Umiejętności eksponaty archeologiczne z Egiptu.
Zmarł po długiej chorobie 30 czerwca 1916 w Tybindze.

## Odznaczenia
austro-węgierskie
- Kawaler Orderu Leopolda (1898)[18][1]
- Brązowy Medal Jubileuszowy Pamiątkowy dla Sił Zbrojnych i Żandarmerii[9]
- Medal Jubileuszowy Pamiątkowy dla Cywilnych Funkcjonariuszów Państwowych[9]
- Krzyż Jubileuszowy dla Cywilnych Funkcjonariuszów Państwowych[9]

inne odznaczenia
- Krzyż Wielki Orderu Fryderyka (Królestwo Wirtembergii)[9]
- Krzyż Wielki Orderu Świętego Grzegorza Wielkiego (Watykan)[9]
- Order Osmana I i III klasy (Imperium Osmańskie)[19][9][3]
- Order Medżydów I i II klasy (Imperium Osmańskie)[19][9][3]
- Krzyż Wielki Orderu Lwa Zeryngeńskiego (Wielkie Księstwo Badenii)[9]
- Wielki Oficer Orderu Leopolda (Królestwo Belgii)[9]
- Wielki Oficer Legii Honorowej (III Republika Francuska)[9]
- Komandor II klasy Orderu Alberta (Królestwo Saksonii)[9]
- Komandor II klasy Orderu Ernestyńskiego (Księstwa Saskie)[19][9]
- Medal Jubileuszowy (Wielka Brytania)[19]